# エリック・ロペス
エリック・ニコラス・ロペス・サマニエゴ（Erik Nicolás López Samaniego, 2001年11月27日 - ）は、パラグアイ・アスンシオン出身のサッカー選手。CAバンフィエルド所属。ポジションはFW。

## クラブ経歴
2013年にオリンピア・アスンシオンのユースアカデミーに入所。2019年にトップチームに昇格。プロデビュー戦となった8月26日のCDサンタニ戦で、いきなりプロ初ゴールまで記録。以降母国の大先輩ロケ・サンタ・クルスと2トップを組み、プロ1年目は15試合4ゴールを記録。
2020年7月18日、アトランタ・ユナイテッドFCへのローン移籍が決定し、チームIIに配属される事が発表。12月17日のCONCACAFチャンピオンズリーグ2020準々決勝のクラブ・アメリカとの2ndレグでトップチーム初出場。2021年1月4日に完全移籍が発表された。

## 代表歴
2020年にコロンビアで開催されたCONMEBOLプレオリンピック大会に、U-23パラグアイ代表で出場。3試合ノーゴールに終わり、グループリーグ敗退に終わった。